# Вайт-Клауд (Мічиган)
Вайт-Клауд (англ. White Cloud) — місто (англ. city) в США, в окрузі Невейго штату Мічиган. Населення — 1479 осіб (2020).

## Географія
Вайт-Клауд розташований за координатами 43°33′27″ пн. ш. 85°46′27″ зх. д. / 43.55750° пн. ш. 85.77417° зх. д. (43.557519, -85.774300).  За даними Бюро перепису населення США в 2010 році місто мало площу 5,18 км², з яких 5,05 км² — суходіл та 0,13 км² — водойми.

## Демографія
Згідно з переписом 2010 року, у місті мешкало 1408 осіб у 467 домогосподарствах у складі 294 родин. Густота населення становила 272 особи/км².  Було 537 помешкань (104/км²).
Расовий склад населення:
| - 83,7 % — білих - 7,0 % — чорних або афроамериканців - 0,6 % — корінних американців - 0,5 % — азіатів - 3,1 % — осіб інших рас |

До двох чи більше рас належало 5,2 %. Частка іспаномовних становила 6,5 % від усіх жителів.
За віковим діапазоном населення розподілялося таким чином: 25,9 % — особи молодші 18 років, 62,5 % — особи у віці 18—64 років, 11,6 % — особи у віці 65 років та старші. Медіана віку мешканця становила 32,5 року. На 100 осіб жіночої статі у місті припадало 116,6 чоловіків;  на 100 жінок у віці від 18 років та старших — 120,3 чоловіків також старших 18 років.
Середній дохід на одне домашнє господарство  становив 33 870 доларів США (медіана — 26 071), а середній дохід на одну сім'ю — 36 771 долар (медіана — 27 974). Медіана доходів становила 30 781 долар для чоловіків та 48 750 доларів для жінок. За межею бідності перебувало 38,9 % осіб, у тому числі 54,6 % дітей у віці до 18 років та 10,9 % осіб у віці 65 років та старших.
Цивільне працевлаштоване населення становило 304 особи. Основні галузі зайнятості: освіта, охорона здоров'я та соціальна допомога — 25,3 %, виробництво — 21,1 %, науковці, спеціалісти, менеджери — 12,8 %, роздрібна торгівля — 10,2 %.